# Disco Boy
Disco Boy je koprodukční hraný film z roku 2023, který režíroval Giacomo Abbruzzese podle vlastního scénáře. Snímek měl světovou premiéru na Mezinárodním filmovém festivalu v Berlíně dne 19. února 2023.

## Děj
Aleksei unikl z rodného Běloruska a ve Francii se nechá naverbovat k Cizinecké legii. Je poslán na misi do delty Nigeru, kde se setkává s mladým revolucionářem jménem Jomo. Ten se snaží bojovat proti ropným společnostem, které zpustošily jeho vesnici, ale také sní o tom, že bude tanečníkem.

## Obsazení
| Franz Rogowski        | Aleksei                |
| Morr Ndiaye           | Jomo                   |
| Laetitia Ky           | Udoka                  |
| Leon Lučev            | instruktor Paul        |
| Robert Więckiewicz    | Gavril                 |
| Matteo Olivetti       | Francesco              |
| Ash Goldeh            | vyhazovač v baru       |
| Michal Balicki        | Mikhail                |
| Mutamba Kalonji       | Sunday                 |
| Jéromine Chasseriaud  | Chloé                  |
| Tiffany Tatibouet Cox | novinářka Rachel Woods |

## Ocenění
- Berlinale: Stříbrný medvěd za nejlepší umělecký přínos
- César: nominace v kategorii nejlepší filmová hudba (Vitalic)